# Takata Corporation
Takata Corporation je japonská firma vyrábějící díly do automobilů, konkrétně pásy, airbagy, elektroniku a další. Byla založena v roce 1933 a dnes má výrobní závody po celém světě. V roce 2008 činil obrat 4 biliony eur. Sídlem společnosti je Tokio.
V roce 1995 bylo povoláno na kontrolu přes 8 milionů vozů značky Honda, kvůli podezření na závadný pás, který se do aut dostal mezi roky 1986 a 1991. Další svolávání začalo v roce 2013 různými automobilkami kvůli airbagům a koncem roku 2014 bylo svolávání nařízeno úředně na území USA. V této kauze bude muset na kontrolu až 35 milionu vozů. Tento problém je zatím evidován u vozů značek BMW, Chrysler, Ford, Honda, Mazda, Nissan a Toyota.